# سباق الزمن في بطولة العالم لسباق الدراجات على الطريق 2021
سباق الزمن في بطولة العالم لسباق الدراجات على الطريق 2021 (بالفرنسية: Contre-la-montre masculin aux championnats du monde de cyclisme sur route 2021)‏ هو سباق دراجات هوائية، وهو الموسم رقم 28 من سباق الزمن في بطولة العالم لسباق الدراجات على الطريق، وأقيم في 19 سبتمبر 2021، وامتدّ لمسافة 43.3 كيلومتر، وهو أحد سباقات بطولة العالم لسباق الدراجات على الطريق 2021، وشارك فيه 55 متسابقاً ووصل إلى نهايته 55 متسابقاً.
فاز بالمركز الأول فيليبو غانا، وبالمركز الثاني فاوت فان آرت، وبالمركز الثالث رمكو أفينبول.

## الفرق
| فرق وطنية (40)- فريق إيطاليا لركوب الدراجات للرجال 2021 ‏ - فريق بلجيكا لركوب الدراجات للرجال 2021 ‏ - فريق سويسرا لركوب الدراجات 2021 ‏ - فريق الدنمارك لركوب الدراجات للرجال 2021 ‏ - فريق فرنسا لركوب الدراجات للرجال 2021 ‏ - فريق سلوفينيا لركوب الدراجات للرجال 2021‏ - فريق بولندا لركوب الدراجات 2021 ‏ - فريق كولومبيا لركوب الدراجات للرجال 2021‏ - فريق البرتغال لركوب الدراجات للرجال 2021 ‏ - فريق الولايات المتحدة لسباق الدراجات على الطريق للرجال 2021 ‏ - فريق ألمانيا لركوب الدراجات للرجال 2021‏ - فريق النرويج لركوب الدراجات للرجال 2021 ‏ - فريق كندا لركوب الدراجات للرجال 2021‏ - فريق التشيك لركوب الدراجات للرجال 2021‏ - فريق المملكة المتحدة لركوب الدراجات للرجال 2021 ‏ - فريق هولندا لركوب الدراجات للرجال 2021 ‏ - فريق إسبانيا لركوب الدراجات للرجال 2021 ‏ - فريق الاتحاد الروسي للدراجات لسباق الدراجات على الطريق للرجال‏ - فريق نيوزيلندا لركوب الدراجات 2021‏ - فريق جنوب أفريقيا لركوب الدراجات للرجال 2021‏ - فريق إثيوبيا لركوب الدراجات للرجال 2021‏ - منتخب بنما الوطني لسباق الدراجات على الطريق للرجال 2021‏ - فريق النمسا لركوب الدراجات للرجال 2021‏ - فريق جمهورية أيرلندا لركوب الدراجات للرجال 2021‏ - فريق كازاخستان لركوب الدراجات للرجال ‏ - فريق سلوفاكيا لركوب الدراجات 2021‏ - فريق أوكرانيا لسباق الدراجات على الطريق للرجال 2021‏ - فريق المجر لركوب الدراجات للرجال 2021‏ - فريق تايلاند لسباق الدراجات على الطريق للرجال 2021‏ - فريق صربيا لركوب الدراجات للرجال 2021‏ - فريق بلغاريا لركوب الدراجات للرجال‏ - فريق أوزبكستان لركوب الدراجات للرجال 2021‏ - فريق آيسلندا لسباق الدراجات للرجال‏ - فريق قطر لسباق الدراجات للرجال‏ - فريق قبرص لسباق الدراجات للرجال 2021‏ - فريق غانا لسباق الدراجات للرجال‏ - فريق باكستان لسباق الدراجات للرجال‏ - فريق سوريا لسباق الدراجات على الطريق للرجال‏ - فريق الجزائر لركوب الدراجات للرجال 2021 ‏ - فريق ليتوانيا لركوب الدراجات للرجال 2021‏ |  |
| |  |

## المشاركون
| المشاركين | المشاركين              | المشاركين                                                     | المشاركين | المشاركين |
| #         | الدراج                 | الفريق                                                        | المرتبة   |           |
| --------- | ---------------------- | ------------------------------------------------------------- | --------- | --------- |
| 1         | فيليبو غانا            | فريق إيطاليا لركوب الدراجات للرجال 2021 ‏                      | 1         |           |
| 2         | فاوت فان آرت           | فريق بلجيكا لركوب الدراجات للرجال 2021 ‏                       | 2         |           |
| 3         | ستيفان كونغ            | فريق سويسرا لركوب الدراجات 2021 ‏                              | 5         |           |
| 4         | كاسبر أصغرين           | فريق الدنمارك لركوب الدراجات للرجال 2021 ‏                     | 4         |           |
| 5         | ريمي كافانيا           | فريق فرنسا لركوب الدراجات للرجال 2021 ‏                        | 14        |           |
| 6         | تادي بوجار             | فريق سلوفينيا لركوب الدراجات للرجال 2021‏                      | 10        |           |
| 7         | ميكال كوياتكووسكي      | فريق بولندا لركوب الدراجات 2021 ‏                              | 24        |           |
| 8         | ريغوبيرتو أوران        | فريق كولومبيا لركوب الدراجات للرجال 2021‏                      | 34        |           |
| 9         | نيلسون أوليفيرا        | فريق البرتغال لركوب الدراجات للرجال 2021 ‏                     | 13        |           |
| 10        | لوسون كرادوك           | فريق الولايات المتحدة لسباق الدراجات على الطريق للرجال 2021 ‏  | 18        |           |
| 11        | طوني مارتين            | فريق ألمانيا لركوب الدراجات للرجال 2021‏                       | 6         |           |
| 12        | Andreas Leknessund ‏    | فريق النرويج لركوب الدراجات للرجال 2021 ‏                      | 26        |           |
| 13        | هوغو هول               | فريق كندا لركوب الدراجات للرجال 2021‏                          | 20        |           |
| 14        | جوزيف سيرني            | فريق التشيك لركوب الدراجات للرجال 2021‏                        | 32        |           |
| 15        | إيثان هايتر            | فريق المملكة المتحدة لركوب الدراجات للرجال 2021 ‏              | 8         |           |
| 16        | جوس فان امدن           | فريق هولندا لركوب الدراجات للرجال 2021 ‏                       | 12        |           |
| 17        | كارلوس رودريغيز كانو   | فريق إسبانيا لركوب الدراجات للرجال 2021 ‏                      | 25        |           |
| 18        | Petr Rikunov ‏          | فريق الاتحاد الروسي للدراجات لسباق الدراجات على الطريق للرجال‏ | 38        |           |
| 19        | توماس سكالي            | فريق نيوزيلندا لركوب الدراجات 2021‏                            | 23        |           |
| 20        | ريان جيبونز            | فريق جنوب أفريقيا لركوب الدراجات للرجال 2021‏                  | 19        |           |
| 22        | تسغابو غرماي           | فريق إثيوبيا لركوب الدراجات للرجال 2021‏                       | لم يبدأ   |           |
| 23        | Franklin Archibold ‏    | منتخب بنما الوطني لسباق الدراجات على الطريق للرجال 2021‏       | 44        |           |
| 24        | Felix Ritzinger ‏       | فريق النمسا لركوب الدراجات للرجال 2021‏                        | 37        |           |
| 25        | ريان مولين             | فريق جمهورية أيرلندا لركوب الدراجات للرجال 2021‏               | 33        |           |
| 26        | Daniil Fominykh ‏       | فريق كازاخستان لركوب الدراجات للرجال ‏                         | 36        |           |
| 27        | Ronald Kuba ‏           | فريق سلوفاكيا لركوب الدراجات 2021‏                             | 45        |           |
| 28        | Mykhaylo Kononenko ‏    | فريق أوكرانيا لسباق الدراجات على الطريق للرجال 2021‏           | 40        |           |
| 29        | Barnabás Peák ‏         | فريق المجر لركوب الدراجات للرجال 2021‏                         | 29        |           |
| 31        | Sarawut Sirironnachai ‏ | فريق تايلاند لسباق الدراجات على الطريق للرجال 2021‏            | 48        |           |
| 32        | Ognjen Ilić ‏           | فريق صربيا لركوب الدراجات للرجال 2021‏                         | 35        |           |
| 33        | Spas Gyurov ‏           | فريق بلغاريا لركوب الدراجات للرجال‏                            | 49        |           |
| 34        | Muradjan Khalmuratov ‏  | فريق أوزبكستان لركوب الدراجات للرجال 2021‏                     | 43        |           |
| 35        | Rúnar Örn Ágústsson ‏   | فريق آيسلندا لسباق الدراجات للرجال‏                            | 46        |           |
| 37        | Fadhel Al Khater ‏      | فريق قطر لسباق الدراجات للرجال‏                                | 51        |           |
| 38        | Andreas Miltiadis ‏     | فريق قبرص لسباق الدراجات للرجال 2021‏                          | 28        |           |
| 40        | Christopher Symonds ‏   | فريق غانا لسباق الدراجات للرجال‏                               | 55        |           |
| 41        | Khalil Amjad‏           | فريق باكستان لسباق الدراجات للرجال‏                            | 54        |           |
| 42        | Nazir Jaser ‏           | فريق سوريا لسباق الدراجات على الطريق للرجال‏                   | 47        |           |
| 43        | Edoardo Affini ‏        | فريق إيطاليا لركوب الدراجات للرجال 2021 ‏                      | 9         |           |
| 44        | رمكو أفينبول           | فريق بلجيكا لركوب الدراجات للرجال 2021 ‏                       | 3         |           |
| 45        | Stefan Bissegger ‏      | فريق سويسرا لركوب الدراجات 2021 ‏                              | 7         |           |
| 46        | ميكيل بيرج             | فريق الدنمارك لركوب الدراجات للرجال 2021 ‏                     | 17        |           |
| 47        | بنجامين توماس          | فريق فرنسا لركوب الدراجات للرجال 2021 ‏                        | 27        |           |
| 48        | جان تراتنيك            | فريق الدنمارك لركوب الدراجات للرجال 2021 ‏                     | 15        |           |
| 49        | رافاييل ريس            | فريق البرتغال لركوب الدراجات للرجال 2021 ‏                     | 30        |           |
| 50        | براندون ماكنولتي       | فريق الولايات المتحدة لسباق الدراجات على الطريق للرجال 2021 ‏  | 22        |           |
| 51        | ماكس والشيد            | فريق ألمانيا لركوب الدراجات للرجال 2021‏                       | 11        |           |
| 53        | Daniel Bigham ‏         | فريق المملكة المتحدة لركوب الدراجات للرجال 2021 ‏              | 16        |           |
| 54        | Stefan de Bod ‏         | فريق جنوب أفريقيا لركوب الدراجات للرجال 2021‏                  | لم يبدأ   |           |
| 55        | Lotfi Tchambaz‏         | فريق الجزائر لركوب الدراجات للرجال 2021 ‏                      | 53        |           |
| 56        | Hailemelekot Hailu ‏    | فريق إثيوبيا لركوب الدراجات للرجال 2021‏                       | لم يبدأ   |           |
| 57        | ماركوس كريستي          | فريق جمهورية أيرلندا لركوب الدراجات للرجال 2021‏               | 39        |           |
| 58        | ديمتري غروزديف         | فريق كازاخستان لركوب الدراجات للرجال ‏                         | 31        |           |
| 59        | Venantas Lašinis ‏      | فريق ليتوانيا لركوب الدراجات للرجال 2021‏                      | 42        |           |
| 60        | Akramjon Sunnatov ‏     | فريق أوزبكستان لركوب الدراجات للرجال 2021‏                     | 50        |           |
| 63        | Ali Jawaid‏             | فريق باكستان لسباق الدراجات للرجال‏                            | 52        |           |
| 64        | Matteo Sobrero ‏        | فريق إيطاليا لركوب الدراجات للرجال 2021 ‏                      | 21        |           |
| 66        | Christofer Jurado ‏     | منتخب بنما الوطني لسباق الدراجات على الطريق للرجال 2021‏       | 41        |           |

## التصنيف العام النهائي
| التصنيف العام         | التصنيف العام     | التصنيف العام    | التصنيف العام    | التصنيف العام |
| العداء                | العداء            | البلد            | الفريق           | الوقت         |
| --------------------- | ----------------- | ---------------- | ---------------- | ------------- |
| 1                     | فيليبو غانا       | إيطاليا          | إيطاليا          | 47 د 47 ث     |
| 2                     | فاوت فان آرت      | بلجيكا           | بلجيكا           | + 6 ث         |
| 3                     | رمكو أفينبول      | بلجيكا           | بلجيكا           | + 44 ث        |
| 4                     | كاسبر أصغرين      | الدنمارك         | الدنمارك         | + 46 ث        |
| 5                     | ستيفان كونغ       | سويسرا           | سويسرا           | + 1 د 07 ث    |
| 6                     | طوني مارتين       | ألمانيا          | ألمانيا          | + 1 د 18 ث    |
| 7                     | Stefan Bissegger ‏ | سويسرا           | سويسرا           | + 1 د 26 ث    |
| 8                     | إيثان هايتر       | المملكة المتحدة  | بريطانيا العظمى  | + 1 د 27 ث    |
| 9                     | Edoardo Affini ‏   | إيطاليا          | إيطاليا          | + 1 د 49 ث    |
| 10                    | تادي بوجار        | سلوفينيا         | سلوفينيا         | + 1 د 53 ث    |
| 11                    | ماكس والشيد       | ألمانيا          | ألمانيا          | + 1 د 54 ث    |
| 12                    | جوس فان امدن      | هولندا           | هولندا           | + 1 د 54 ث    |
| 13                    | نيلسون أوليفيرا   | البرتغال         | البرتغال         | + 1 د 55 ث    |
| 14                    | ريمي كافانيا      | فرنسا            | فرنسا            | + 1 د 59 ث    |
| 15                    | جان تراتنيك       | سلوفينيا         | سلوفينيا         | + 2 د 04 ث    |
| 16                    | Daniel Bigham ‏    | المملكة المتحدة  | بريطانيا العظمى  | + 2 د 11 ث    |
| 17                    | ميكيل بيرج        | الدنمارك         | الدنمارك         | + 2 د 16 ث    |
| 18                    | لوسون كرادوك      | الولايات المتحدة | الولايات المتحدة | + 2 د 37 ث    |
| 19                    | ريان جيبونز       | جنوب أفريقيا     | جنوب أفريقيا     | + 2 د 37 ث    |
| 20                    | هوغو هول          | كندا             | كندا             | + 3 د 03 ث    |
| مصدر: ProCyclingStats |                   |                  |                  |               |

## وصلات خارجية
- لمحة عن سباق سباق الزمن في بطولة العالم لسباق الدراجات على الطريق 2021 على موقع  ProCyclingStats   (برو  سايكلنج  ستاتس) - إحصاءات  محترفي  الدراجات.
- سباق الزمن في بطولة العالم لسباق الدراجات على الطريق 2021 على موقع إحصائيات الدراجات الإحترافية (الإنجليزية)